# 矮小沿阶草
矮小沿阶草（学名：Ophiopogon bociinieri var. pygmaeus）为百合科沿阶草属下的一个变种。

## 扩展阅读
- 維基物種上的相關：矮小沿阶草